# Parilimya
Parilimya is een geslacht van tweekleppigen uit de  familie van de Parilimyidae.

## Soorten
- Parilimya fragilis (Grieg, 1920)
- Parilimya haddoni (Melvill & Standen, 1899)
- Parilimya levicaudata (Matsukuma, 1989)
- Parilimya loveni (Jeffreys, 1882)
- Parilimya maoria (Dell, 1963)
- Parilimya neozelanica (Suter, 1914)
- Parilimya pacifica (Dall, 1907)
- Parilimya sakuraii (Habe, 1958)
- Parilimya sinica (Xu, 1992)
- † Parilimya waitotarana (Powell, 1931)
- † Parilimya warrenae (Dell, 1952)